# Česlovas
Česlovas ist ein litauischer männlicher Vorname, abgeleitet von Czesław.

## Personen
- Česlovas Balsys,  Beamter und Politiker, Vizeminister
- Česlovas Kazimieras Blažys (* 1943), Jurist und Politiker, Innenminister
- Česlovas Daugėla (* 1961), Politiker, Bürgermeister von Alytus
- Česlovas Jokūbauskas (1955–2013), Richter im Obersten Gericht Litauens
- Česlovas Juršėnas (* 1938), Politiker, ehemaliger Parlamentspräsident und Journalist
- Česlovas Kudaba (1934–1993), Geograph und Politiker, Mitglied des Seimas
- Česlovas Mulma (* 1968), Politiker, seit 2017 Vizeminister des Innens
- Česlovas Sasnauskas (1867–1916), Komponist
- Česlovas Vytautas Stankevičius (* 1937), Politiker, Mitglied des Seimas und Verteidigungsminister